# Marija Koryttseva
Marija Korittseva (ukrainsk: Марія Коритцева; født 25. maj 1985 i Kijev, Sovjetunionen) er en tidligere professionel tennisspiller fra Ukraine.